# Kalo Chorio (Lefka)
Kalo Chorio (in greco Καλό Χωριό (Λεύκας)?; in turco Çamlıköy) è un villaggio di Cipro. Situato a est di Lefka, esso appartiene de iure al distretto di Nicosia di Cipro, e de facto al distretto di Lefke di Cipro del Nord. Sino al 1974 il villaggio era misto. 
Nel 2011 Kalo Chorio aveva 170 abitanti.

## Geografia fisica
Si trova ai piedi delle montagne del Troodos, sei chilometri a sud di Karavostasi/Gemikonağı e due chilometri a nord-ovest di Agios Georgios/Madenliköy, un villaggio situato nella zona cuscinetto.

## Origini del nome
Kalo Chorio significa "bel villaggio" in greco. I turco-ciprioti hanno usato il nome alternativo turco Çamlıköy fin dal periodo ottomano. Çamlıköy significa "villaggio con pini".

## Società

### Evoluzione demografica
Fino al 1974, il villaggio era misto. A parte un breve periodo nel 1931, i turco-ciprioti (musulmani) hanno sempre costituito la maggioranza della popolazione. Nel censimento ottomano del 1831 la quota musulmana (turco-cipriota) della popolazione era quasi il 76%. Nel 1891 la loro percentuale scese al 72%. Allo stesso modo, durante la prima metà del ventesimo secolo, la popolazione greco-cipriota aumentò dal 24% nel 1891 al 42% nel 1960. Nel 1973, tuttavia, il loro numero diminuì, scendendo da 224 persone nel 1960 a 192, costituendo il 29% della popolazione totale del villaggio. È importante notare che alcuni degli abitanti greco-ciprioti iniziarono a lasciare il villaggio negli anni '60 a causa dei disordini intercomunitari e della parziale inclusione del villaggio nell'enclave turco-cipriota di Lefka/Lefke, una roccaforte della forza di combattimento turco-cipriota. Anche se nessun turco-cipriota fu sfollato da Kalo Chorio, il settore turco del villaggio divenne un centro di accoglienza per i turco-ciprioti sfollati dai villaggi vicini come Peristerona e Agios Georgios/Madenliköy nella regione della Solea. Richard Patrick registrò 40 turco-ciprioti sfollati che vivevano ancora nel villaggio nel 1971. All'inizio della guerra del 1974, alla fine di luglio, tutti i maschi turco-ciprioti in età da combattimento che si trovavano nell'enclave di Lefka furono fatti prigionieri e inviati al campo di prigionia di Limassol, dove rimasero per tre mesi fino al loro scambio. Mentre l'esercito turco avanzava verso il villaggio, i suoi restanti abitanti greco-ciprioti alla fine fuggirono, e non c'erano più greco-ciprioti nel villaggio quando l'esercito vi entrò il 17 agosto. Attualmente, come altri greco-ciprioti sfollati dal nord dell'isola, i greco-ciprioti di Kalo Chorio sono sparsi nel sud dell'isola.
Attualmente il villaggio è abitato dai suoi originari abitanti turco-ciprioti. Da quando le miniere di Lefka hanno cessato l'attività dopo la guerra del 1974, molte persone della regione sono emigrate nelle città o all'estero. Il censimento del 2006 poneva la popolazione del villaggio a 255 abitanti, meno della metà della popolazione residente nel 1973.